# Xã Hadley, Michigan
Xã Hadley (tiếng Anh: Hadley Township) là một xã thuộc quận Lapeer, tiểu bang Michigan, Hoa Kỳ. Năm 2010, dân số của xã này là 4.528 người.